# Danny McGrain
Danny McGrain (Glasgow, 1º maggio 1950) è un allenatore di calcio ed ex calciatore scozzese, di ruolo difensore.

## Carriera

### Nazionale
Con la Nazionale scozzese ha partecipato ai Mondiali di calcio 1974 e 1982.

## Palmarès

### Giocatore

#### Competizioni nazionali
- Campionato scozzese: 9

Celtic: 1970-1971, 1971-1972, 1972-1973, 1973-1974, 1976-1977, 1978-1979, 1980-1981, 1981-1982, 1985-1986
- Coppa di Scozia: 7

Celtic: 1970-1971, 1971-1972, 1973-1974, 1974-1975, 1976-1977, 1979-1980, 1984-1985
- Coppa di Lega scozzese: 1

Celtic: 1974-1975, 1982-1983

#### Individuale
- Giocatore dell'anno della SFWA: 1

1977
- Inserito nella Hall of Fame del calcio scozzese